# Сорель, Тед
Теодо́р «Тед» Соре́ль (англ. Theodore «Ted» Sorel, имя при рождении — Теодо́р Илио́пулос (англ. Theodore Eliopoulos); 14 ноября 1936, Сан-Франциско, Калифорния, США — 30 ноября 2020, Энглвуд, Нью-Джерси, США) — американский актёр кино, театра и телевидения, известный по фильмам ужасов «Извне» (1986) и «Существо в корзине 2» (1990). Племянник знаменитого голливудского гримёра Джека Пирса, создателя монстра Франкенштейна и других чудищ.

## Биография
Родился в семье греков Василиса Илиопулоса и Марии Пикулас, иммигрировавших в США из деревни Кипарисси в Лаконии (Пелопоннес, Греция). Отец Теда был кондитером. Ещё при жизни своего деда посетил Кипарисси, где отремонтировал его дом.
Окончил Тихоокеанский университет в Стоктоне со степенью бакалавра.
На протяжении большей части своей карьеры проживал в Катоне (Нью-Йорк).
Умер от инсульта на 84 году жизни.

## Личная жизнь
С 1964 года был женат на актрисе Жаклин Кослоу, дочери композитора Сэма Кослоу и актрисы Эстер Мьюр. Пара имела сына Василиса и дочь Мариамну.

## Фильмография
- 1952 — Направляющий свет
- 1973 — Джереми
- 1974 — Ленни
- 1976 — Телесеть
- 1980 — Доктор Франкен
- 1981 — Надежда Райана
- 1982 — Ясновидящий
- 1983 — Без следа
- 1983 — The Tempest
- 1984 — Фэлкон Крест
- 1984 — Riptide
- 1984 — Scarecrow and Mrs. King
- 1984 — Антоний и Клеопатра
- 1985 — Грехи отца
- 1985 — Hardcastle and McCormick
- 1985 — Слава
- 1985 — I Had Three Wives
- 1986 — Мэтлок
- 1986 — Извне
- 1986 — Сент-Элсвер
- 1990 — Существо в корзине 2
- 1993 — Крылья
- 1993 — Звёздный путь: Глубокий космос 9
- 1991—1993 — Закон и порядок
- 1994 — Я и мафия
- 1996 — Без ума от тебя